# Ботчирка (комуна)
Комуна Ботчирка (швед. Botkyrka kommun) — адміністративно-територіальна одиниця місцевого самоврядування, що розташована в лені Стокгольм у центральній Швеції.
Ботчирка 250-а за величиною території комуна Швеції. Адміністративний центр комуни — місто Тумба.

## Населення
Населення становить 86 274 чоловік (станом на січень 2013 року). 
| Кількість населення комуни Ботчирка за 1970-2010 роки | Кількість населення комуни Ботчирка за 1970-2010 роки | Кількість населення комуни Ботчирка за 1970-2010 роки | Кількість населення комуни Ботчирка за 1970-2010 роки | Кількість населення комуни Ботчирка за 1970-2010 роки |
| ----------------------------------------------------- | ----------------------------------------------------- | ----------------------------------------------------- | ----------------------------------------------------- | ----------------------------------------------------- |
| Рік                                                   |                                                       |                                                       | Населення                                             |                                                       |
| 1970                                                  | 1970                                                  |                                                       | 26 673                                                | 26 673                                                |
| 1975                                                  | 1975                                                  |                                                       | 57 286                                                | 57 286                                                |
| 1980                                                  | 1980                                                  |                                                       | 65 218                                                | 65 218                                                |
| 1985                                                  | 1985                                                  |                                                       | 66 326                                                | 66 326                                                |
| 1990                                                  | 1990                                                  |                                                       | 68 542                                                | 68 542                                                |
| 1995                                                  | 1995                                                  |                                                       | 69 500                                                | 69 500                                                |
| 2000                                                  | 2000                                                  |                                                       | 73 097                                                | 73 097                                                |
| 2005                                                  | 2005                                                  |                                                       | 76 592                                                | 76 592                                                |
| 2010                                                  | 2010                                                  |                                                       | 82 608                                                | 82 608                                                |
| Джерело: SCB                                          |                                                       |                                                       |                                                       |                                                       |

## Населені пункти
Комуні підпорядковано 5 міських поселень (tätort) та низка сільських, більші з яких:
- Тумба (Tumba) (частина)
- Стокгольм (Stockholm) (частина)
- Ворста (Vårsta)
- Норра-Рікстен (Norra Riksten)
- Сіббле (Sibble)
- Овінґе (Åvinge)

## Міста побратими
Комуна підтримує побратимські контакти з такими муніципалітетами:
- Комуна Станге, Норвегія
- Бреннбю, Данія
- Алітус, Литва

## Галерея

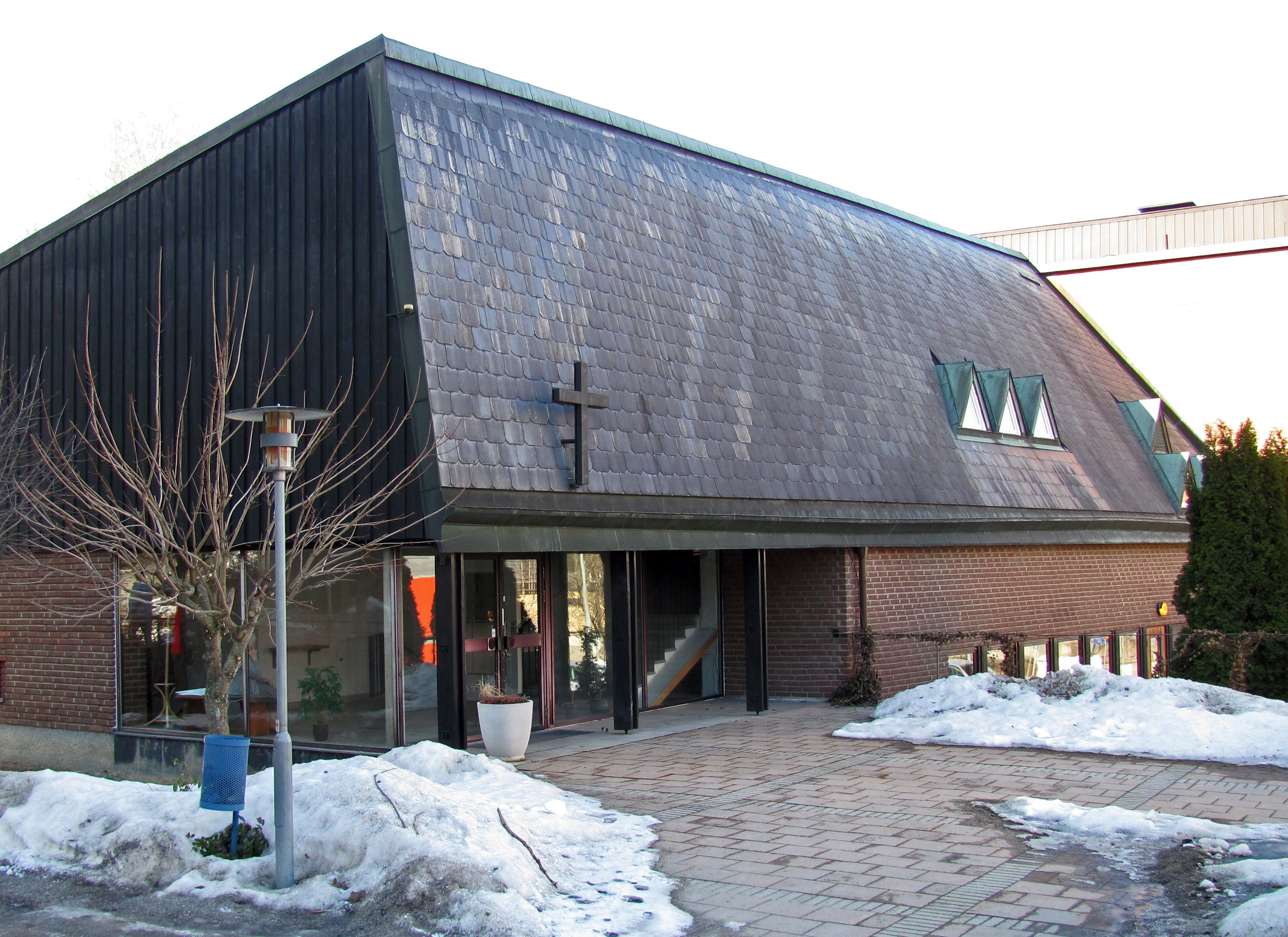
Церква (Тумба)
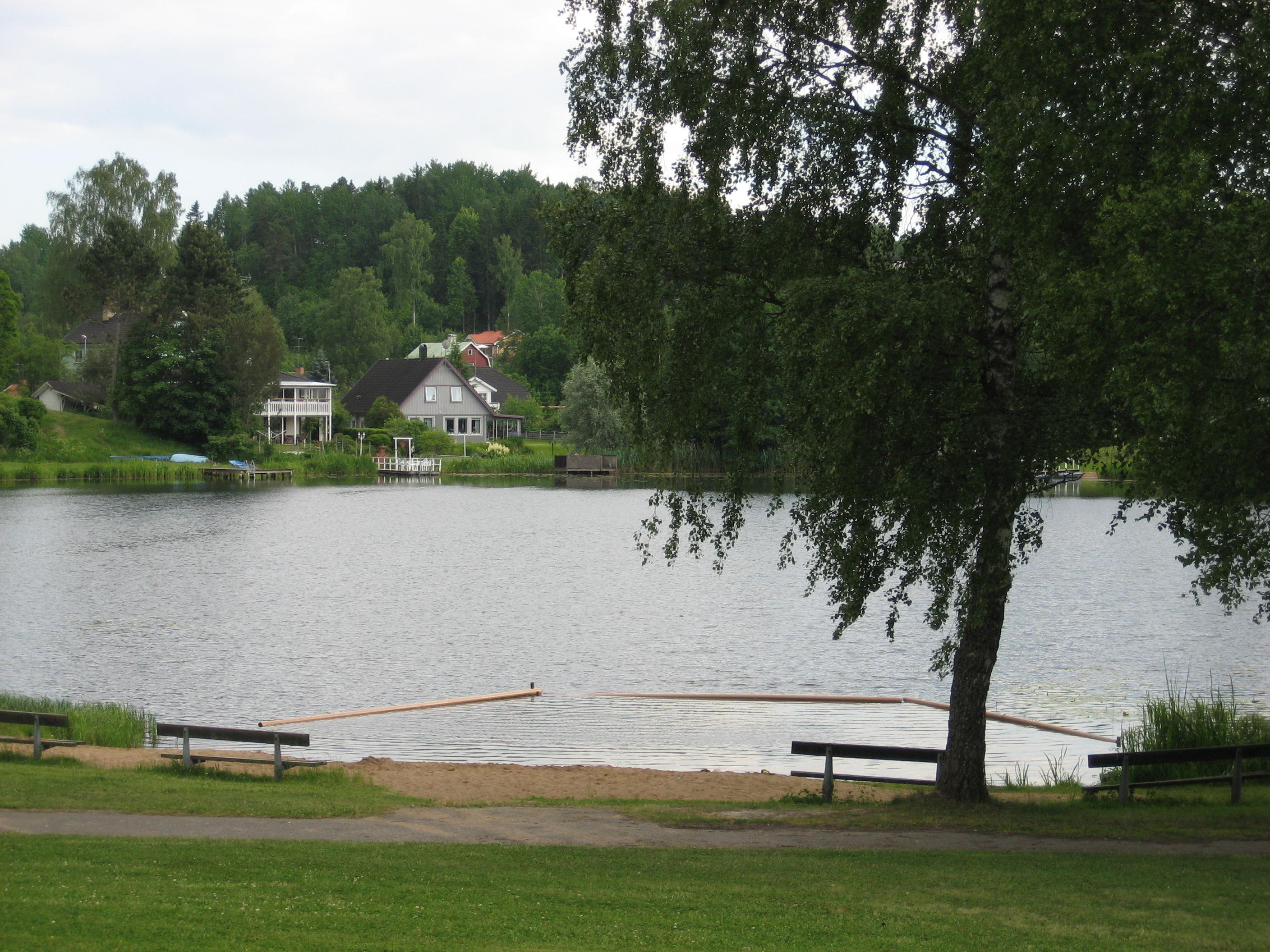
Озеро Сегершен
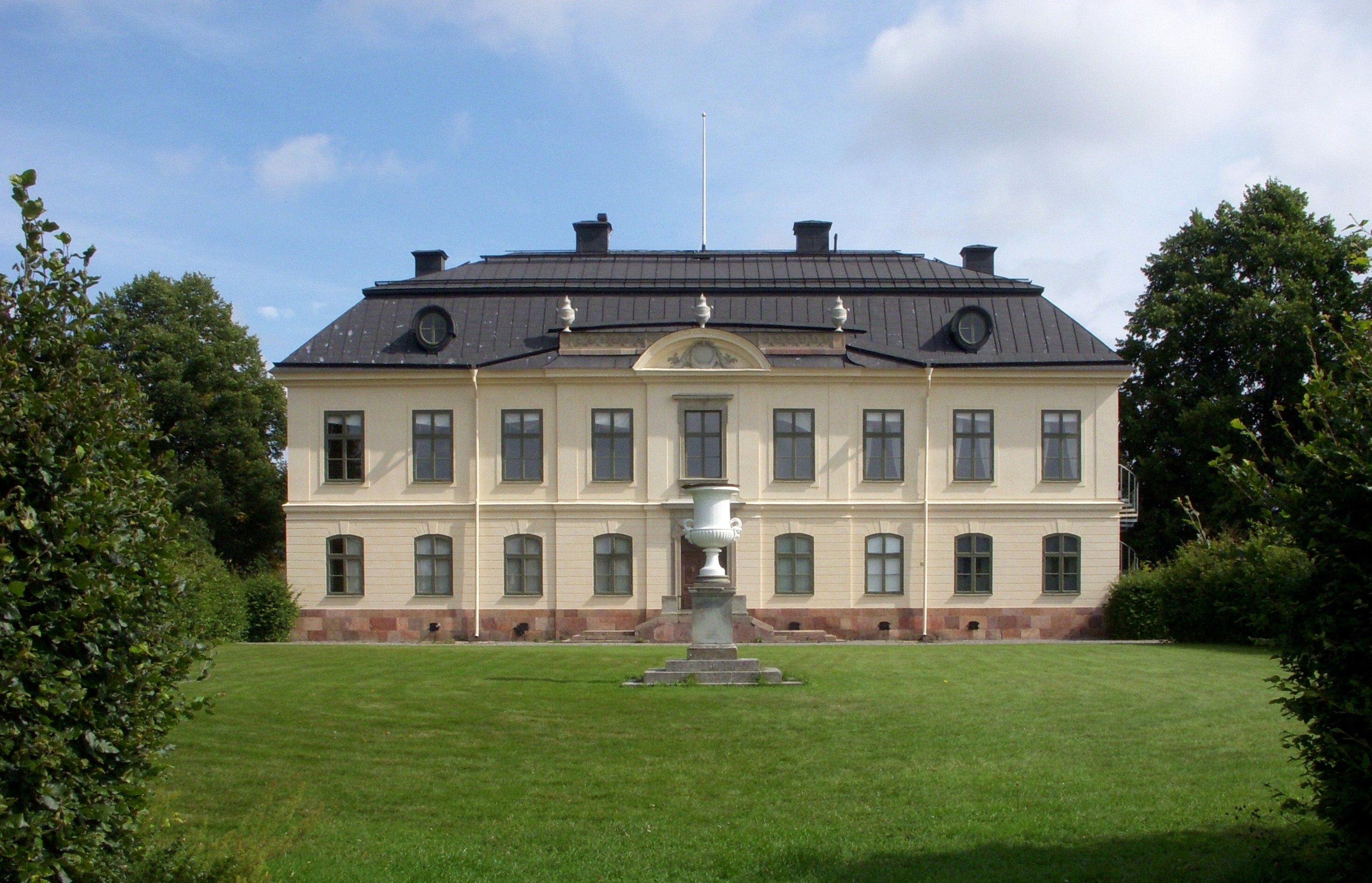
Замок Стурегов

## Виноски
1. ↑  Andersson P. Sveriges kommunindelning 1863-1993 — Mjölby: Draking, 1993. — 132 с. — ISBN 978-91-87784-05-7
2. ↑  https://www.botkyrka.se/kommun--politik/sa-kan-du-paverka/kontakta-dina-lokala-politiker.html
3. ↑  Folkmangd i riket, lan och kommuner (шв.) . Центральне бюро статистики Швеції. Архів оригіналу за 20 серпня 2013. Процитовано 28 лютого 2013.